# Thomas Puhl

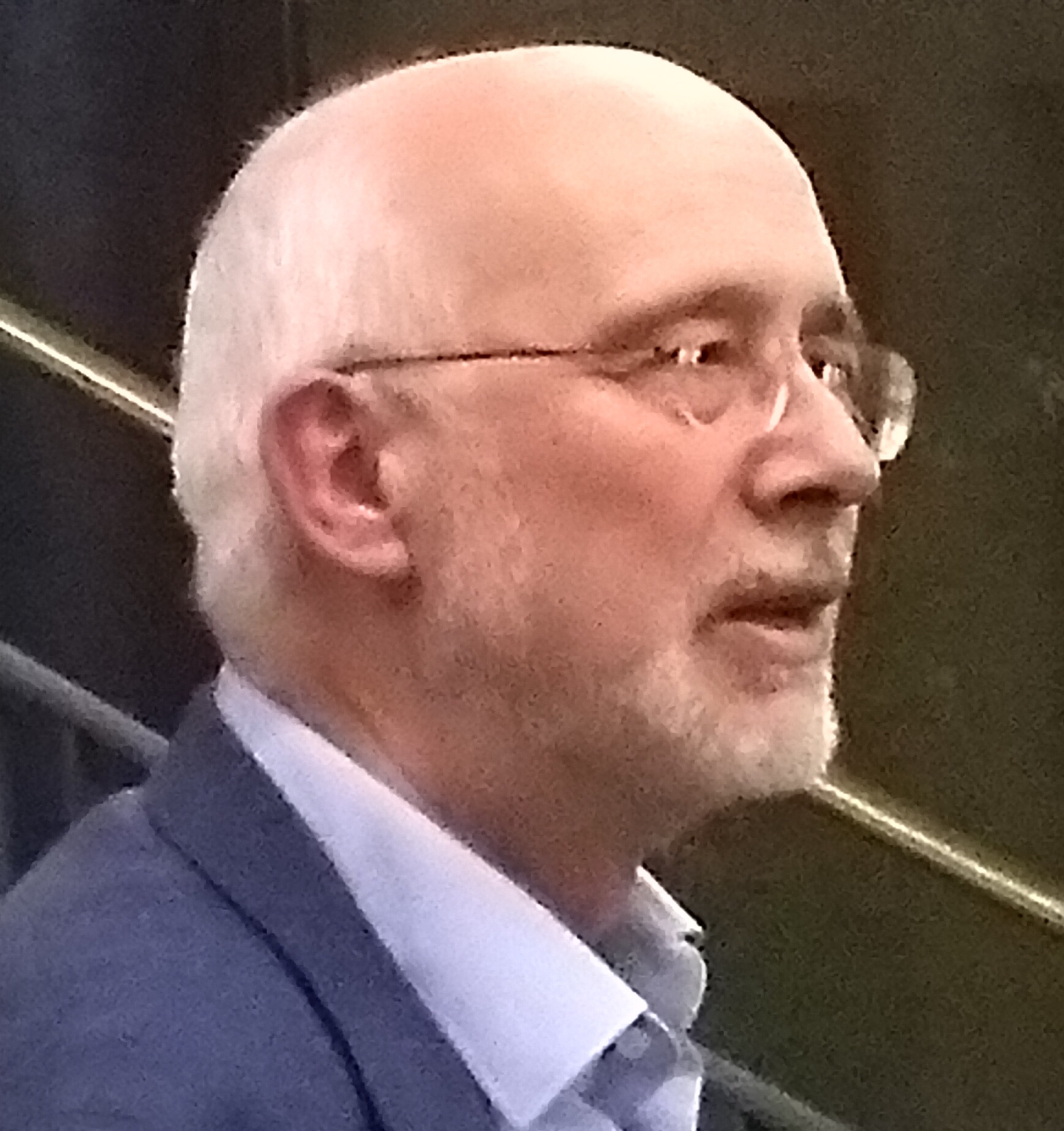
Thomas Puhl (2019)

Thomas Puhl (* 1955 in Bonn) ist ein deutscher Rechtswissenschaftler. Er ist Professor an der Universität Mannheim und war von Oktober 2018 bis September 2024 Rektor der Universität Mannheim.

## Leben und Wirken
Puhl studierte Jura in Bonn und Genf. Er promovierte 1986 mit einer Arbeit über Die Minderheitsregierung nach dem Grundgesetz und absolvierte sein Referendariat in Bonn. 1997 habilitierte er sich an der Universität Heidelberg bei Paul Kirchhof zum Thema Budgetflucht und Haushaltsverfassung. Seit 1995 ist er an der Universität Mannheim tätig und seit 1999 Inhaber des Lehrstuhls für Öffentliches Recht, Finanz- und Steuerrecht, Öffentliches Wirtschaftsrecht und Medienrecht.
Er war von 2012 bis 2018 Prorektor für Studium und Lehre an der Universität Mannheim.
Am 20. Dezember 2017 wählten Universitätsrat und Senat der Universität Mannheim Puhl als Nachfolger für den amtierenden Universitätsrektor Ernst-Ludwig von Thadden. Er bekleidete das Amt für eine Amtszeit vom 1. Oktober 2018 bis zum 30. September 2024.
Seit April 2020 ist er stellvertretender Vorsitzender der Landesrektorenkonferenz Baden-Württemberg, und 2022 wurde er zu deren Vorsitzenden gewählt.
Der Deutsche Hochschulverband zeichnete ihn als Rektor des Jahres 2022 aus.
Puhl ist mit einer Richterin verheiratet und hat vier erwachsene Kinder.

## Veröffentlichungen
- Die Minderheitsregierung nach dem Grundgesetz (Dissertation, 1986) [Schriften zum öffentlichen Recht.'' Band 501]. Duncker & Humblot Verlag, Berlin 1986, ISBN 3-428-05942-5
- Budgetflucht und Haushaltsverfassung (Habilitationsschrift, 1997), Mohr, Tübingen 1996, ISBN 3-16-146578-4
- Grundfragen des kartellvergaberechtlichen Auftraggeberbegriffs. Am Beispiel der Studentenwerke Baden-Württembergs, [Schriften zum Wirtschaftsverwaltungs- und Vergaberecht; 32] Nomos, Baden-Baden, 2012, ISBN 978-3-832-96723-9

Zudem hat er zahlreiche Zeitschriftenartikel publiziert.